# James Tredwell
James Cullum Tredwell (* 27. Februar 1982 in Ashford, Vereinigtes Königreich) ist ein ehemaliger englischer Cricketspieler, der zwischen 2010 und 2015 für die englische Nationalmannschaft spielte.

## Kindheit und Ausbildung
Tredwell war Kapitän der englischen U19-Nationalmannschaft.

## Aktive Karriere
Tredwell gab sein First-Class-Debüt im Jahr 2001 und spielte in der Folge für Kent. Dort konnte er sich früh etablieren und wurde für die Saison 2003/04 in die ECB National Academy aufgenommen, wo er zum Kapitän aufstieg. Gute Leistungen dort brachte ihm den Ruf in den englischen Performance-Kader und eine Nominierung für die Tour in Neuseeland in der Saison 2007/08. Jedoch kam er dort nicht zum Einsatz. Weitere gute Leistungen für Kent und die englische A-Nationalmannschaft brachten ihn jedoch immer näher zu seinem Debüt. Eine weitere Nominierung für die Tour in Südafrika der Saison 2009/10 blieb abermals ungenutzt. Bei der Tour in Bangladesch im März 2010 erfolgte dann sein ODI- und Test-Debüt. Bei seinem ersten test gelangen ihm 4 Wickets für 82 Runs. Daraufhin wurde er für den Cricket World Cup 2011 nominiert und als Spieler des Spiels gegen die West Indies für seine vier Wickets (4/48) ausgezeichnet. Im September 2012 gelangen ihm drei Wickets (3/35) gegen Südafrika. Bei der Tour in Indien im Dezember folgte sein Twenty20-Debüt. In den ODIs erzielte er vier Wickets (4/44) im ersten Spiel und wurde als Spieler des Spiels ausgezeichnet.
Er wurde für die ICC Champions Trophy 2013 nominiert und erzielte dort je drei Wickets gegen Neuseeland (3/51) und Südafrika (3/19). Für letzteres wurde er erneut ausgezeichnet. Im Finale gegen Indien gelang es ihm nicht mit dem Finalen Ball die nötigen sechs Runs zu erreichen und so verlor man das Spiel. Im September folgte eine ODI-Serie gegen Australien, bei der ihm abermals drei Wickets (3/53) gelangen. Im März 2014 erfolgte die Nominierung für den ICC World Twenty20 2014, bei dem er jedoch nicht herausragen konnte. Zu Beginn des Sommers erreichte er gegen Schottland vier (4/41) und in der folgenden ODI-Serie gegen Sri Lanka drei Wickets (3/38). Im Sommer geriet er in Kent unter Druck und akzeptierte eine Leihe nach Sussex, bevor er zum Ende der Saison wieder zurückkehrte. Es folgte eine Nominierung für den Cricket World Cup 2015, wo er jedoch nur einen Einsatz erhielt. Nach dem Turnier spielte er noch den zweiten Test seiner Karriere gegen die West Indies und erzielte dabei 4 Wickets für 47 Runs. Kurz darauf fiel er nach dem Rücktritt des Trainers Peter Moores unter dessen Nachfolger Trevor Bayliss aus dem Kader und spielte in der Folge nicht mehr für das Nationalteam. In kent hielt er sich noch bis 2017, versuchte daraufhin das County zu wechseln, doch beendete ein Jahr später ohne einen weiteren Einsatz seine Karriere.

## Nach der aktiven Karriere
Nach seinem Karriereende war er Teil des National Umpires Panels des englischen Verbandes.